# Slaget vid Sparrsätra
Slaget vid Sparrsätra utkämpades år 1247 nära Sparrsätra kyrka utanför Enköping.
Fältslaget blev kulmen på folkungarnas andra uppror mot Erik den läspe och halte.
Folkungarna leddes av tronpretendenten Holmger Knutsson, son till kung Knut Holmgersson. Folkungarna förlorade och därmed krossades motståndet mot kungligt centralstyre och skatter. I Skänningeannalerna från omkring år 1290 heter det under år 1247: "Detta år förlorade Upplands allmoge vid Sparrsäter segern och sin frihet, och man pålade dem spannskatt, skeppsvist och flera bördor". Dock är det oklart om kungamakten verkligen lyckades ta ut dessa skatter.
Enligt Erikskrönikan flydde Holmger till Gästrikland men blev tillfångatagen och halshöggs därefter år 1248. Hans nära förbundne Filip Larsson tvingades gå i landsflykt.
Erikskrönikan, författad på 1320-talet, berättar så här:
| ”               | Folkunge samnade sig ock då och ville konungenom annan tid bestå Erik konunge lyckades då bätter och vann då seger i Sparsäther Folkunga flydde och han tappat Den blev döder som var skapat Till Gästringa land flydde Holmger då Där låt konung Erik han få och låt sedan hugga honom huvudet av och låt honom följa vänliga till grav | „ |
| – Erikskrönikan | |   |

Hembygdsforskare i Västergötland vill i stället placera slaget där.